# Teilingia
Teilingia ist eine im Süßwasser vorkommende Gattung aus der Grünalgen-Gruppe der Zieralgen (Desmidiales). Sie besteht aus vier Arten.

## Merkmale
Die Vertreter bilden unverzweigte Fäden von einer Zellreihe. Die Fäden haben einen Durchmesser von 35 bis 70 Mikrometer. Die Zellen sind unbegeißelt, im Umriss quadratisch und durch eine zentrale Einschnürung, den Sinus, in zwei symmetrische Hälften geteilt. Der Sinus ist weit offen. Auf jeder Halbzelle sitzen vier auffällige Warzen an den Stellen, wo die Zellen mit der Nachbarzelle zusammenstoßen. Der Zellkern sitzt in der Zellmitte, in jeder Hälfte sitzt ein Chloroplast mit deutlich sichtbarem Pyrenoid. 
Die ungeschlechtliche Fortpflanzung erfolgt durch die für die einzelligen Zieralgen charakteristische Zellteilung. Die geschlechtliche Fortpflanzung erfolgt durch die für die Schmuckalgen charakteristische Konjugation. Die Zygote bildet eine stark ornamentierte Zellwand und bleibt mit den vier leeren Zellhälften verbunden.

## Vorkommen
Die Vertreter der Gattung kommen vorwiegend in oligotrophen, sauren Gewässern vor, sind aber auch in anderen Gewässertypen zu finden.

## Belege
- Karl-Heinz Linne von Berg, Michael Melkonian u. a.: Der Kosmos-Algenführer. Die wichtigsten Süßwasseralgen im Mikroskop. Kosmos, Stuttgart 2004, ISBN 3-440-09719-6, S. 278.